# 2006년 동계 올림픽 대한민국 선수단
2006년 동계 올림픽 대한민국 선수단은 2006년 2월 10일부터 26일까지 이탈리아 토리노에서 개최된 2006년 동계 올림픽에 참가한 올림픽 대한민국 선수단이다. 대한민국은 9개 종목, 40명의 선수단을 파견했으며 금메달 6개, 은메달 3개, 동메달 2개를 획득하여 아시아 국가로서는 유일하게 10위권에 들었다.

## 메달 집계

### 메달리스트
| 메달 | 이름                               | 종목            | 세부 종목        | 날짜 (현지시간 기준) |
| ---- | ---------------------------------- | --------------- | ---------------- | -------------------- |
| 금   | 안현수                             | 쇼트트랙        | 남자 1000 m      |                      |
| 금   | 안현수                             | 쇼트트랙        | 남자 1500 m      |                      |
| 금   | 안현수 이호석 오세종 서호진 송석우 | 쇼트트랙        | 남자 5000 m 계주 |                      |
| 금   | 진선유                             | 쇼트트랙        | 여자 1000 m      |                      |
| 금   | 진선유                             | 쇼트트랙        | 여자 1500 m      |                      |
| 금   | 변천사 최은경 전다혜 진선유 강윤미 | 쇼트트랙        | 여자 3000 m 계주 |                      |
| 은   | 이호석                             | 쇼트트랙        | 남자 1000 m      |                      |
| 은   | 이호석                             | 쇼트트랙        | 남자 1500 m      |                      |
| 은   | 최은경                             | 쇼트트랙        | 여자 1500 m      |                      |
| 동   | 안현수                             | 쇼트트랙        | 남자 500 m       |                      |
| 동   | 이강석                             | 스피드 스케이팅 | 남자 500 m       |                      |

## 종목별 성적

### 바이애슬론
| 선수   | 세부 종목      | 기록      | 사격 실수 | 순위 |
| 박윤배 | 남자 스프린트  | 31:29.5   | 3         | 80   |
| 박윤배 | 남자 개인 종합 | 1:07:03.4 | 6         | 81   |

### 스켈레톤
| 선수   | 세부 종목 | 1차 시기 | 2차 시기 | 합계    | 최종 순위 |
| 강광배 | 남자      | 1:00.41  | 59.88    | 2:00.29 | 23        |

### 알파인스키
| 선수   | 세부 종목   | 1차 시기 | 2차 시기 | 합계    | 순위 |     |     |
| 강민혁 | 남자 대회전 | DNF      | DNF      | DNF     | DNF  | DNF | DNF |
| 강민혁 | 남자 활강   | 58.53    | DSQ      | DSQ     | DSQ  | DSQ |     |
| 김형철 | 남자 대회전 | 1:26.09  | 1:26.37  | 2:52.46 | 28   |     |     |
| 김우성 | 남자 대회전 | DNF      | DNF      | DNF     | DNF  | DNF | DNF |
| 오재은 | 여자 대회전 | 1:08.22  | 1:16.25  | 2:24.47 | 33   |     |     |
| 오재은 | 여자 활강   | 48.07    | 53.77    | 1:41.84 | 41   |     |     |